# Vzhodna puščava
Vzhodna puščava je del Sahare vzhodno od reke Nil med Nilom in Rdečim morjem. Razteza se od Egipta na severu do Eritreje na  jugu. Del puščave je tudi v Sudanu in Etiopiji. Vzhodna puščava je znana tudi pod imenoma Rdečemorsko hribovje in Arabska puščava, ker njen vzhodni del meji na Rdeče morje oziroma Arabski polotok.

## Značilnosti
Glavni geografski značilnosti Vzhodne puščave sta zahodna rdečemorska obala z rdečemorsko riviero in gorska veriga ob rdečemorski obali z najvišjim vrhom Shaiyb al-Banat (2.187 m). Druga omembna ekološka področja so Narodni park Wadi Gamal, Gebel Elba in kompleks Wadi Dib. Vzhodna puščava je priljubljen cilj safarijev in drugačnih izletov.

## Galerija
- Gore Vzhodne puščave ob cesti Safaga-Qena
- Vzhodna puščava ob cesti Hurghada-Safaga
- Zgodnje jutro v Vzhodni puščavi
- Konvoj turističnih avtobusov v Vzhodni puščavi